# روي أتويل
روي أتويل (بالإنجليزية: Roy Atwell) مواليد 2 مايو 1878 في سيراكيوز، الولايات المتحدة - الوفاة 6 فبراير 1962 في نيويورك، نيويورك، الولايات المتحدة، هو ممثل وكوميدي أمريكي بدأ مسيرته الفنية سنة 1914. ظهر في قرابة 34 فلما. من أعماله سنو وايت والأقزام السبعة. امتدت مسيرته الفنية لأكثر من 33 عاما.

## روابط خارجية
- روي أتويل على موقع IMDb (الإنجليزية)
- روي أتويل على موقع ميوزك برينز (الإنجليزية)
- روي أتويل على موقع أول موفي (الإنجليزية)
- روي أتويل على موقع قاعدة بيانات برودواي على الإنترنت (الإنجليزية)
- روي أتويل على موقع قاعدة بيانات الأفلام السويدية (السويدية)
- روي أتويل على موقع ديسكوغز (الإنجليزية)
- روي أتويل على موقع قاعدة بيانات الفيلم (الإنجليزية)
- روي أتويل على موقع كينوبويسك (الروسية)